# Paul Kagame
Paul Kagame (Tambwe, 1957. október 23. –) ruandai tuszi politikus, hazája hatodik elnöke. A Ruandai Hazafias Front vezetőjeként került hatalomra, miután a ruandai polgárháború során 1994-ben legyőzte a hutu kormányzatot és véget vetett a ruandai népirtásnak. Az általa irányított Ruandát Afrika „legnagyobb sikertörténetének” nevezték, és Kagame új, az önellátáshoz vezető külföldi segélyezési modellek nyilvános támogatója lett. Uralmát azonban több kritika is érte belpolitikája miatt, amelyet autoriternek írnak le. Ezen kívül a második kongói háborúban elkövetett háborús bűnökkel, valamint a háborút követően 2009-ig a CNDP fegyverekkel való ellátásával is megvádolták.
2018. január 28-án az Afrikai Unió elnökévé választották.

## Élete

### Fiatalkora
1957. október 23-án született Tambwe faluban a tuszi származású Deogratius és Asteria Rutagambwa gyerekeként. 1959 novemberében az egyre türelmetlenebb hutu népesség lázadást robbantott ki, és 1961-ben megdöntötte V. Kigeli ruandai király uralmát. A lázadás során mintegy 150 000 ember halt meg, és a tuszik szenvedték el a legnagyobb veszteséget. Sok ezren menekültek közülük a környező országokba, így Burundiba és Ugandába. Kétéves korában a családja is utóbbi országba menekült. 1962-ben a Gahunge menekülttáborban telepedtek le és Kagame itt nevelkedett fel, majd az ugandai Ntare Középiskolában tanult.

### Katonai szolgálat
Katonai karrierje akkor kezdődött, amikor csatlakozott Yoweri Museveni Nemzeti Ellenállási Hadseregéhez és éveken keresztül gerillaként harcolt Milton Obote kormánya ellen az ugandai polgárháborúban. 1985. július 27-én Obotét Tito Okello katonai puccsal megbuktatta, ám csak 1986-ig maradhatott hatalmon, ugyanis a gerillák legyőzték és Museveni lett az ország elnöke.
Ugyanebben az évben Kagame egy közeli barátja, Fred Rwigema támogatásával jelentős szerepet játszott a Ruandai Hazafias Front létrehozásában, amelyhez főleg a Museveni mellett harcoló tuszi menekültek csatlakoztak. Ezután az ugandai katonai hírszerzés vezetője lett és az elnök egyik legközelebbi szövetségesének tartották. Ezen kívül a hivatásos ugandai hadseregbe is belépett.
1990-ben az Amerikai Egyesült Államok Fort Leavenworthban biztosított neki katonai kiképzést. Az ekkor kezdődő ruandai polgárháború első napjaiban vitatott körülmények között megölték Rwigemát és az amerikaiak gyorsan megszervezték visszatérését az országba, hogy átvegye a vezetést, így az RHF mellett foglalva állást az akkori ruandai kormány ellenében. Az amerikaiak és britek a konfliktus során kiképzést és logisztikai segítséget is nyújtottak, amelyet az RHF felhasznált a hatalom megszerzésére 1994 után. A győzelem után Kagame megállapodott, hogy az RHF további kiképzést kap az amerikai különleges erőktől, aminek az első kongói háború során vette nagy hasznát.

### Polgárháború és népirtás

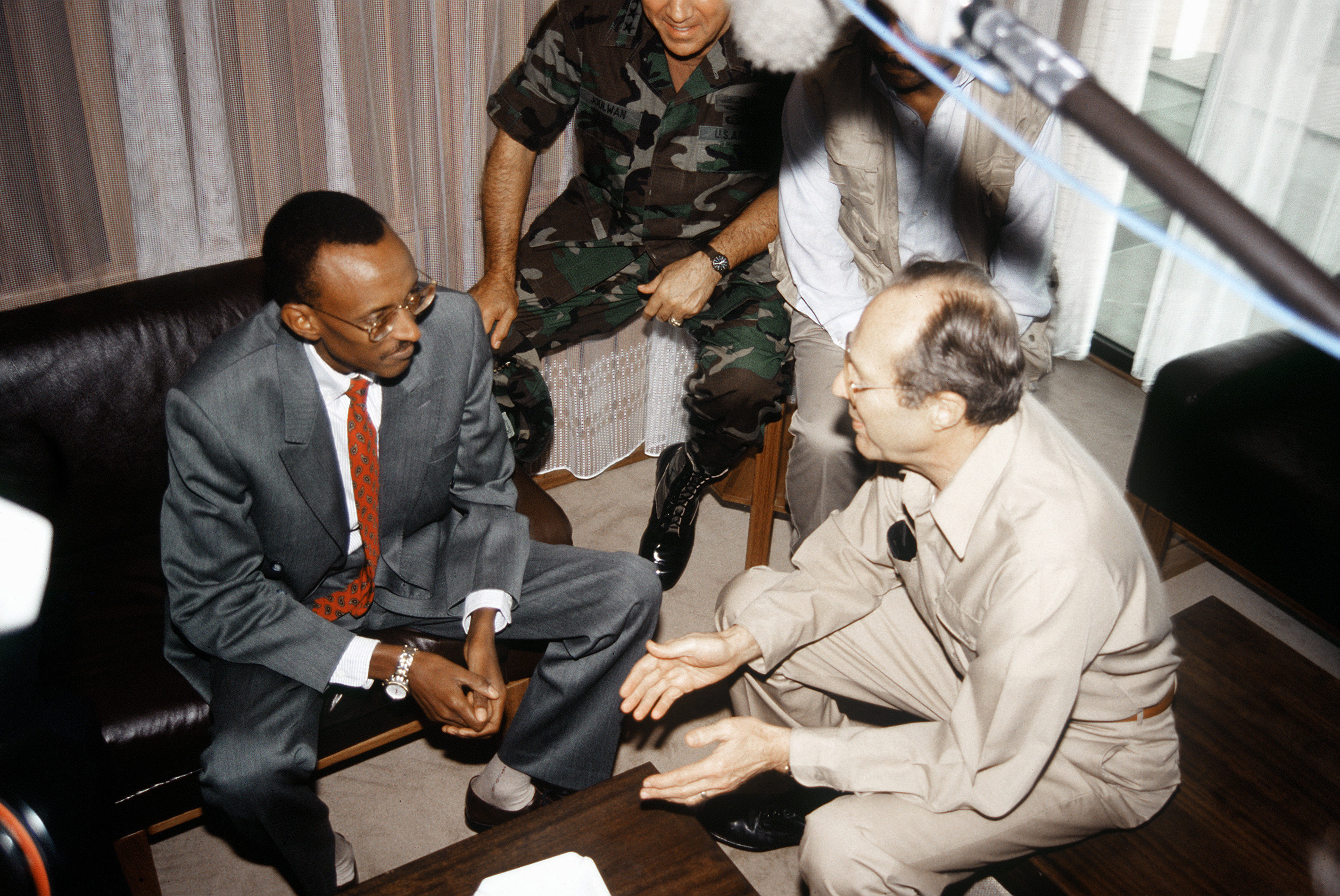
Kagame alelnök és William Perry amerikai védelmi miniszter 1994-ben

Amíg Kagame amerikai kiképzésen vett részt, az RHF 7000 katonával támadást indított Ruanda ellen, a tuszi kisebbség érdekeinek védelmében. Rwigema két nappal későbbi halálát követően Kagame vette át a parancsnokságot. A kezdeti sikerek ellenére három héttel később kénytelen volt visszavonulni a határig és az 1991 végén indított második kísérlet sem járt sikerrel. A konfliktust kezdettől fogva kísérték béketárgyalások, ám az első megállapodás be nem tartása miatt csak az arushai megbeszélések hoztak részleges eredményeket. 1993 elején az RHF ismét támadásba lendült az északi területeken a kormány által elkövetett jogsértésekre hivatkozva. Ezt követően újrakezdődtek a tárgyalások és augusztus 4-én Kagame és Juvénal Habyarimana ruandai elnök aláírták az arushai békeszerződést.
A békeszerződés tényleges érvényesülésére azonban nem került sor, ugyanis 1994. április 4-én a kanombei repülőtérnél lelőtték a Habyarimanát és a szomszédos Burundi elnökét, Cyprien Ntaryamirát szállító francia repülőgépet. A támadásért a tuszi lázadókat tették felelőssé és jelentős szerepet játszott az egymillió áldozatot követelő ruandai népirtás kirobbanásában. A franciák vizsgálatot rendeltek el és az RHF felelősségét állapították meg. Két francia bíró későbbi vizsgálata szerint a tuszik nem rendelkeztek olyan rakétával, mint amivel a repülőgépet lelőtték, csupán a hutu hadsereg. A népirtással párhuzamosan az RHF is felújította támadásait és az ország egyre nagyobb részét vonva ellenőrzése alá. A főváros, Kigali július 4-én került az irányításuk alá, és ezzel együtt Jean Kambanda kormánya összeomlott.

### Kongói háborúk
A hatalom megszerzése után az RHF új kormányt hozott létre, aminek elnöke Pasteur Bizimungu lett. Kagame alelnök és védelmi miniszter lett az új kormányban, azonban a tényleges hatalom az ő kezében volt. A háború végén hutu katonák és milicisták (például az Interahamwe tagjai) szomszédos országokba menekültek és ottani bázisokat használva indítottak támadásokat az új kormány ellen. A Mobutu Sese Seko vezette Zaire egyike volt ezeknek, az elnök pedig már régóta támogatta a hutu szélsőségeseket. A ruandai vezetők a helyzetet megelégelve 1996 nyarán a Mobutu ellen szerveződő, Laurent Kabila vezette kongói erőket megszervezték és Kigaliban létrehozták az AFDL-t (franciául: Alliance des Forces Démocratiques pour la Libération du Congo), amelyet elláttak fegyverekkel, katonákkal és logisztikával, majd az ő álcájuk alatt a reguláris haderő benyomult Zairéba. A villámgyors előrenyomulás során az Uvira, Bukavu és Goma környéki hutu menekülttáborokat megsemmisítették és a támadás hatására menekültek százezrei tértek vissza Ruandába, míg a hutu erők nyugat felé vonultak vissza, folyamatos üldözés közepette. A támadás során több más menekülttábort is elpusztítottak a támadók. Mobutu megbuktatása után Kabila lett az ország új vezetője és 1998-ig Kagame támogatását bírta, aki aztán a Kabila elleni szervezkedő lázadókat kezdte támogatni, kirobbantva a második kongói háborút. Kagame 2002-ig, a békeszerződés aláírásáig támogatta hivatalosan a lázadókat.

### Elnöksége

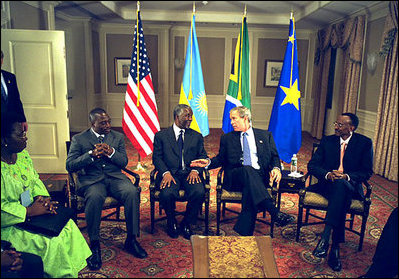
Kagame (jobb szélen) Joseph Kabila, Thabo Mbeki és George W. Bush (balról jobbra) társaságában

Paul Kagame 2000 márciusában lett az ország elnöke, miután elődje, Bizmungu lemondott egy kettejük közötti vita után. Három és fél évvel később, 2003. augusztus 25-én fölcsuszamlásszerű győzelmet aratott az 1994 óta tartott első elnökválasztáson, a szavazatok 95,5%-át megszerezve.
Kagame nagyon kritikus az Egyesült Államokkal kapcsolatban, a népirtásban játszott szerepe miatt. 2004-ben a népirtás kapcsán kritizálta Franciaországot, ami diplomáciai bonyodalmakat okozott. 2006 novemberében Ruanda minden diplomáciai kapcsolatot megszakított a franciákkal és 24 órát adott a diplomáknak, hogy elhagyják az országot, miután Bruguière bíró Kagame 9 társát vádolta meg Habyarimana elnök meggyilkolásának kitervelésével és Kagamét a merénylet személyes elrendelésével. A diplomáciai viszony csak 2011-ben, Nicolas Sarkozy elnöksége után kezdett normalizálódni, aki előbb maga látogatott Ruandába, majd meghívta Kagame elnököt Párizsba. A találkozó azonban sok vitát váltott ki, és Alain Juppe külügyminiszter sem volt jelen rajta. Juppe viszonya a népirtás óta nagyon rossz volt a ruandai kormányzattal. 2012 februárjában Kigaliban nem voltak hajlandóak elfogadni az új francia nagykövet személyét, mivel túl közel állt a külügyminiszterhez.
Elnökként a nyugatot is kritizálta az Afrikának nyújtott fejlesztési segítség elégtelensége miatt. Kagame szerint a nyugat felelős azért, hogy az afrikai termékeket a világpiacon kívül tartják. Ezzel szemben Kínát dicsérte, egy 2009-es interjúban azt nyilatkozva, hogy „a kínaiak azt hozzák, amire Afrikának szüksége van: befektetéseket és pénzt a kormányoknak és cégeknek”.

## Fordítás
Ez a szócikk részben vagy egészben  a   Paul Kagame című angol Wikipédia-szócikk ezen változatának fordításán alapul.  Az eredeti cikk szerkesztőit annak laptörténete sorolja fel. Ez a jelzés csupán a megfogalmazás eredetét és a szerzői jogokat jelzi, nem szolgál a cikkben szereplő információk forrásmegjelöléseként.